# Julie Depardieu
Julie Marion Depardieu (Parigi, 18 giugno 1973) è un'attrice francese.

## Biografia
È figlia di Gérard Depardieu e Élisabeth Guignot, e sorella di Guillaume.
Da parte del padre, ha acquisito una sorellastra, Roxane, e un fratellastro, Jean.
Dopo aver studiato filosofia, la Depardieu si dedica al cinema; nel 1994 recita accanto al padre ne Il colonnello Chabert, inaugurando una carriera che la porta a vincere due Premi César nell'edizione 2004 (migliore attrice non protagonista e migliore promessa femminile per l'interpretazione in La Petite Lili) e uno nell'edizione 2008 (migliore attrice non protagonista per Un secret).
Dalla relazione con il cantautore Philippe Katerine, conosciuto sul set di Je suis un no man's land, l'attrice ha avuto due figli.

## Filmografia
- Il colonnello Chabert (Le colonel Chabert), regia di Yves Angelo (1994)
- La machine - Un corpo in prestito (La machine), regia di François Dupeyron (1994)
- Les liens du coeur - film TV (1996)
- La passion du docteur Bergh - film TV (1996)
- Intime conviction - film TV (1998)
- Il conte di Montecristo (Le Comte de Monte Cristo) - miniserie TV, 4 episodi (1998)
- L'examen de minuit, regia di Danièle Dubroux (1998)
- Peut-être, regia di Cédric Klapisch (1999)
- Love Me, regia di Laetitia Masson (2000)
- Les marchands de sable, regia di Pierre Salvadori (2000)
- Les destinées sentimentales, regia di Olivier Assayas (2000)
- 30 ans, regia di Laurent Perrin (2000)
- In extremis, regia di Etienne Faure (2000)
- Grand oral, cortometraggio, regia di Yann Moix (2000)
- HLA identique, cortometraggio, regia di Thomas Briat (2000)
- Deux femmes à Paris - film TV (2000)
- Zaïde, un petit air de vengeance - film TV (2001)
- Ferchaux (L'aîné des Ferchaux) - film TV (2001)
- Dio è grande, io no (Dieu est grand, je suis toute petite), regia di Pascale Bailly (2001)
- Veloma, regia di Marie de Laubier (2001)
- Les enfants d'abord - film TV (2001)
- Bad Karma, regia di Alexis Miansarow (2001)
- Jean Moulin, une affaire française - film TV (2003)
- Le porteur de cartable - film TV (2003)
- Le lion volatil, cortometraggio, regia di Agnès Varda (2003)
- La maison des enfants - miniserie TV (2003)
- Spartacus, cortometraggio, regia di Virginie Lovisone (2003)
- Bolondok éneke, regia di Csaba Bereczky (2003)
- La Petite Lili, regia di Claude Miller (2003)
- Bienvenue au gîte, regia di Claude Duty (2003)
- Podium, regia di Yann Moix (2004)
- L'oeil de l'autre, regia di John Lvoff (2004)
- Una lunga domenica di passioni (Un long dimanche de fiançailles), regia di Jean-Pierre Jeunet (2004)
- Milady - film TV (2004)
- La febbre, regia di Alessandro D'Alatri (2005)
- Celle qui reste - film TV (2005)
- Un fil à la patte, regia di Michel Deville (2005)
- Sauf le respect que je vous dois, regia di Fabienne Godet (2005)
- La maledizione dei Templari (Les rois maudits) - miniserie TV, 1 episodio (2005)
- Toilet Zone - serie TV (2005)
- Le passager, regia di Eric Caravaca (2005)
- Essaye-moi, regia di Pierre-François Martin-Laval (2006)
- La mémoire des autres, regia di Pilar Anguita-MacKay (2006)
- Toi et Moi, regia di Julie Lopes-Curval (2006)
- Qui m'aime me suive, regia di Benoît Cohen (2006)
- Toothache, regia di Ian Simpson (2006)
- Tutta colpa di Fidel (La faute à Fidel!), regia di Julie Gavras (2006)
- Poltergay, regia di Éric Lavaine (2006)
- I testimoni (Les témoins), regia di André Téchiné (2007)
- Rush Hour 3 - Missione Parigi (Rush Hour 3), regia di Brett Ratner (2007)
- Cow-Boy, regia di Benoît Mariage (2007)
- Un secret, regia di Claude Miller (2007)
- Elles et moi - miniserie TV, 2 episodi (2008)
- Female Agents (Les femmes de l'ombre), regia di Jean-Paul Salomé (2008)
- Le Bal des actrices, regia di Maïwenn (2009)
- Bancs publics (Versailles rive droite), regia di Bruno Podalydès (2009)
- La femme invisible (d'après une histoire vraie), regia di Agathe Teyssier (2009)
- Au siècle de Maupassant: Contes et nouvelles du XIXème siècle - serie TV, 1 episodio (2009)
- Pièce montée, regia di Denys Granier-Deferre (2010)
- Le Mariage à trois, regia di Jacques Doillon (2010)
- Je suis un no man's land, regia di Thierry Jousse (2010)
- Libre échange, regia di Serge Gisquière (2010)
- Bouquet final - film TV (2011)
- L'Art d'aimer, regia di Emmanuel Mouret (2011)
- Possessions, regia di Eric Guirado (2011)
- Opium, regia di Arielle Dombasle (2013)
- Ma maman est en Amérique, elle a rencontré Buffalo Bill, solo voce, regia di Marc Boréal e Thibaut Chatel (2013)
- Indiscrétions - film TV (2013)
- La Famille Katz - serie TV, 6 episodi (2013)
- Les yeux jaunes des crocodiles, regia di Cécile Telerman (2014)
- Magnum - film TV (2014)
- À la vie, regia di Jean-Jacques Zilbermann (2014)
- La Tueuse Caméléon - film TV (2015)
- Par tous les seins, cortometraggio, solo voce, regia di Caroline le Moing (2016)
- La nostra grande famiglia (C'est quoi cette famille?!), regia di Gabriel Julien-Laferrière (2016)
- Capitaine Marleau - serie TV, 1 episodio (2017)
- Crash Test Aglaé, regia di Éric Gravel (2017)
- Les Chamois - serie TV, 2 episodi (2017)
- Le tueur du lac - serie TV, 8 episodi (2017)
- Alexandra - serie TV, 11 episodi (2018-2023)
- C'est quoi cette mamie?!, regia di Gabriel Julien-Laferrière (2019)
- C'est quoi ce papi?!, regia di Gabriel Julien-Laferrière (2021)
- Placés, regia di Nessim Chikhaoui (2022)
- Zaï zaï zaï zaï, regia di François Desagnat (2022)
- La favorita del re (Diane de Poitiers), regia di Josée Dayan – miniserie TV (2022)

## Doppiatrici italiane
Nelle versioni in italiano dei lavori a cui ha partecipato, Julie Depardieu è stata doppiata da:
- Eleonora De Angelis in Una lunga domenica di passioni
- Pinella Dragani in I testimoni
- Roberta Gasparetti in Rush Hour 3 - Missione Parigi
- Claudia Pittelli in Il conte di Montecristo
- Valentina Mari in La maledizione dei Templari
- Paola Della Pasqua in Dio è grande, io no